# Auby
Auby és un municipi francès, situat a la regió dels Alts de França, al departament del Nord. L'any 2006 tenia 7.747 habitants. Limita al nord amb Leforest, al nord-est amb Raimbeaucourt, a l'est amb Roost-Warendin, al sud-est amb Flers-en-Escrebieux, a l'oest amb Courcelles-lès-Lens i al nord-oest amb Evin-Malmaison.

## Demografia
| 1962                                       | 1968  | 1975  | 1982  | 1990  | 1999  | 2006  |
| ------------------------------------------ | ----- | ----- | ----- | ----- | ----- | ----- |
| 9.007                                      | 9.090 | 8.954 | 8.630 | 8.442 | 7.958 | 7.747 |
| Des de 1962: població sense dobles comptes |       |       |       |       |       |       |

## Administració
| Període   | Identitat        | Partit |
| --------- | ---------------- | ------ |
| 1971-2001 | Aldebert Valette | PCF    |
| 2001-     | Freddy Kaczmarek | PCF    |

## Agermanaments
- Czeladź
- Velaine, secció d'Andonne